# Дереволазні
Підродина  дереволазні (Dendrocolaptinae) раніше вважалась родиною дереволазових (Dendrocolaptidae), але завдяки сучасним хромосомним дослідженням її систематичний статус запропоновано понизити до підродини в рамках родини горнерових (Furnariidae), , в той час як саму родину  горнерових пропонується  розділити на дві: Scleruridae та Furnariidae, в числі інших пропозицій щодо горобцеподібних Нового Світу 

## Систематика
- Триба: Sittasomini
  - Рід Dendrocincla (6 видів) — грімпар
  - Рід Deconychura — дереволаз-довгохвіст
  - Рід Sittasomus — оливковий дереволаз
  - Рід Certhiasomus
- Триба: Dendrocolaptini
  - Рід Glyphorynchus — дереволаз-долотодзьоб
  - Рід Nasica — білогорлий дереволаз
  - Рід Dendrexetastes — світлодзьобий дереволаз
  - Рід Dendrocolaptes (5 видів) — дереволаз
  - Рід Hylexetastes (2-4 види) — дереволаз-червонодзьоб
  - Рід Xiphocolaptes (4 види) — дереволаз-міцнодзьоб
  - Рід Dendroplex (2 види)
  - Рід Xiphorhynchus (приблизно 15 видів) — кокоа
  - Рід Lepidocolaptes (7 видів) — перлистий дереволаз
  - Рід Drymornis — дереволаз-шабледзьоб
  - Рід Drymotoxeres
  - Рід Campylorhamphus (4 види) — дереволаз-серподзьоб